# Schweiz damlandslag i fotboll
Schweiz damlandslag i fotboll representerar Schweiz i fotboll på damsidan. Första matchen, vilken förlorades med 1–2, var en inofficiell landskamp mot Italien i Sarnia den 8 juli 1970 i samband med inofficiella dam-VM 1970. De deltog även vid damernas inofficiella EM 1970 i Italien.

## Världsmästerskap
År 2015 kvalificerade sig laget för första gången till ett världsmästerskap. Schweiz lottades mot Japan (förlust 0-1), Ecuador (vinst 10–1) och Kamerun (förlust 1–2), vilket placerade landet på en tredjeplats i gruppen. Detta räckte dock till att kvalificera sig till en åttondelsfinal, där Schweiz mötte hemmalaget Kanada (förlust 0–1).

## Europamästerskap
Till ett Europamästerskap kvalificerade sig Schweiz för första gången år 2017, när turneringen spelades i Nederländerna. Man tog sig till turneringen genom att vinna sin kvalgrupp där även Italien, Tjeckien, Nordirland och Georgien deltog. I själva mästerskapet åkte Schweiz ut redan i gruppspelet efter förlust mot Österrike (0–1), vinst mot Island (2–1) och oavgjort mot Frankrike (1–1). Dessa resultat placerade landet på en tredje plats i gruppen.

## Kända spelare
Bland de mest kända spelarna i Schweiz hör Lara Dickenmann, Caroline Abbé och Ramona Bachmann. Den sistnämnda är särskilt känd för den svenska publiken efter att ha spelat för både Umeå IK och FC Rosengård i Damallsvenskan.

## Laguppställning
Följande spelare ingår i spelartruppen i VM 2023 som spelas i Australien och Nya Zeeland.
- Matcher och mål är uppdaterade per den 19 juli 2023.

| Nr | Pos. | Namn                   | Födelsedatum (ålder)      | Matcher | Mål |           | Klubb               |
| -- | ---- | ---------------------- | ------------------------- | ------- | --- | --------- | ------------------- |
| 1  | MV   | Gaëlle Thalmann        | 18 januari 1986 (37 år)   | 104     | 0   | Spanien   | Real Betis          |
| 2  | F    | Julia Stierli          | 3 april 1997 (26 år)      | 27      | 1   | Schweiz   | Zürich              |
| 3  | F    | Lara Marti             | 21 september 1999 (23 år) | 11      | 0   | Tyskland  | Bayer Leverkusen    |
| 4  | F    | Laura Felber           | 17 augusti 2001 (21 år)   | 1       | 0   | Schweiz   | Servette            |
| 5  | F    | Noelle Maritz          | 23 december 1995 (27 år)  | 102     | 2   | England   | Arsenal             |
| 6  | MF   | Géraldine Reuteler     | 21 april 1999 (24 år)     | 53      | 11  | Tyskland  | Eintracht Frankfurt |
| 7  | A    | Amira Arfaoui          | 8 augusti 1999 (23 år)    | 1       | 0   | Tyskland  | Bayer Leverkusen    |
| 8  | F    | Nadine Riesen          | 11 april 2000 (23 år)     | 7       | 0   | Schweiz   | Zürich              |
| 9  | A    | Ana-Maria Crnogorčević | 3 oktober 1990 (32 år)    | 145     | 70  | Spanien   | Barcelona           |
| 10 | A    | Ramona Bachmann        | 25 december 1990 (32 år)  | 131     | 57  | Frankrike | Paris Saint-Germain |
| 11 | MF   | Coumba Sow             | 27 augusti 1994 (28 år)   | 34      | 13  | Schweiz   | Servette            |
| 12 | MV   | Livia Peng             | 14 mars 2002 (21 år)      | 2       | 0   | Spanien   | Levante             |
| 13 | MF   | Lia Wälti              | 19 april 1993 (30 år)     | 108     | 5   | England   | Arsenal             |
| 14 | MF   | Marion Rey             | 21 mars 1999 (24 år)      | 4       | 0   | Schweiz   | Zürich              |
| 15 | F    | Luana Bühler           | 28 april 1996 (27 år)     | 38      | 1   | Tyskland  | 1899 Hoffenheim     |
| 16 | MF   | Sandrine Mauron        | 19 december 1996 (26 år)  | 31      | 2   | Schweiz   | Servette            |
| 17 | MF   | Seraina Piubel         | 2 juni 2000 (23 år)       | 5       | 1   | Schweiz   | Zürich              |
| 18 | F    | Viola Calligaris       | 17 mars 1996 (27 år)      | 43      | 5   | Spanien   | Levante             |
| 19 | F    | Eseosa Aigbogun        | 23 maj 1993 (30 år)       | 81      | 3   | Frankrike | Paris FC            |
| 20 | A    | Fabienne Humm          | 20 december 1986 (36 år)  | 78      | 25  | Schweiz   | Zürich              |
| 21 | MV   | Seraina Friedli        | 20 mars 1993 (30 år)      | 10      | 0   | Schweiz   | Zürich              |
| 22 | A    | Meriame Terchoun       | 27 oktober 1995 (27 år)   | 20      | 2   | Frankrike | Dijon               |
| 23 | A    | Alisha Lehmann         | 21 januari 1999 (24 år)   | 37      | 6   | England   | Aston Villa         |